# Ahmès-Nebetta
Ahmès-Nebetta (égyptien ancien : Jꜥḥms-NbtꜢ, « née de Iâh, Dame de la Terre » est une princesse de la fin de la XVIIe dynastie. Elle est probablement la fille du pharaon Seqenenrê Tâa et de la reine Iâhhotep Ire, ainsi que la sœur du pharaon Ahmôsis Ier.

## Biographie
Ahmès-Nebetta est probablement une fille de Seqenenrê Tâa. Elle a peut-être épousé son frère Ahmôsis Ier, mais sa sœur Ahmès-Néfertary est la grande épouse royale.
Ses titres incluent Fille du roi et Sœur du roi. Son nom est écrit sur une statue d'un prince Ahmose au Louvre (E 15682). Deux filles d'Iâhhotep Ire, toutes deux nommées Ahmès, sont nommées et on pense qu'elles représentent Ahmès-Néfertary et Ahmès-Nebetta. Une statue de princesse au Louvre (N 496) l'identifie comme fille de roi, sœur de roi et fille de la reine Iâhhotep Ire,.
Ahmès-Nebetta est représentée dans la tombe d'Inerkhaouy (TT359), qui date de la XXe dynastie, en tant que l'un des « seigneurs de l'Occident ». Elle est représentée au premier rang derrière Ahmès-Toumérisy et devant Ahmosé-Sipair.